# Manoir de la Grand'Maison
Le manoir de la Grand'Maison est un manoir situé à Longué-Jumelles au 20 rue de la Rigauderie en France.

## Localisation
Le manoir est situé dans le département français de Maine-et-Loire, sur la commune de Longué-Jumelles, 20 rue de la Rigauderie. Il appartient maintenant à des particuliers.

## Description
Construit au XVIe siècle, éléments d'architecture de la Renaissance Angevine.
La partie droite a été reconstruite au XIXe siècle.
Matériaux de la couverture : ardoise

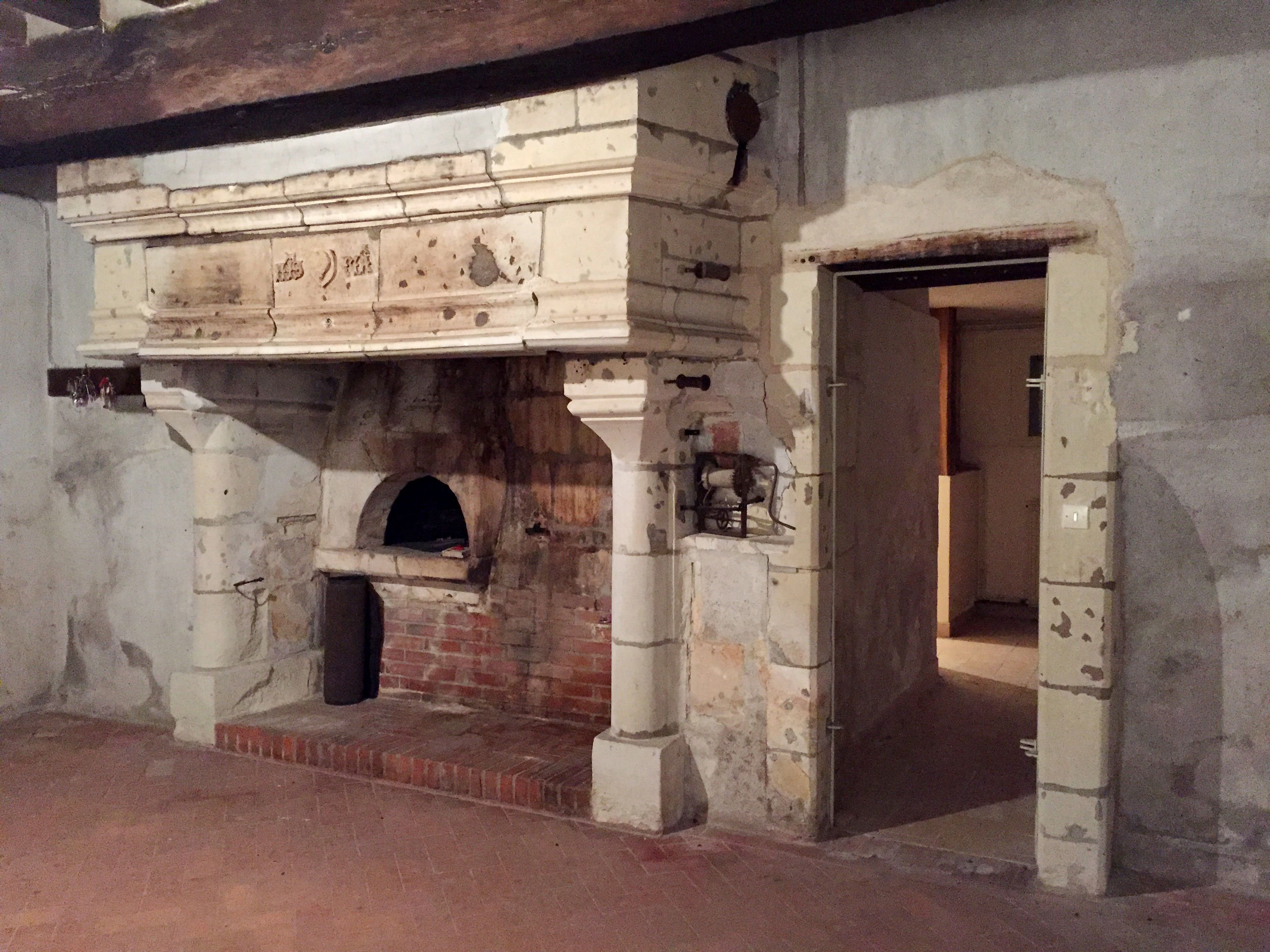
La cheminée au rez-de-chaussée.
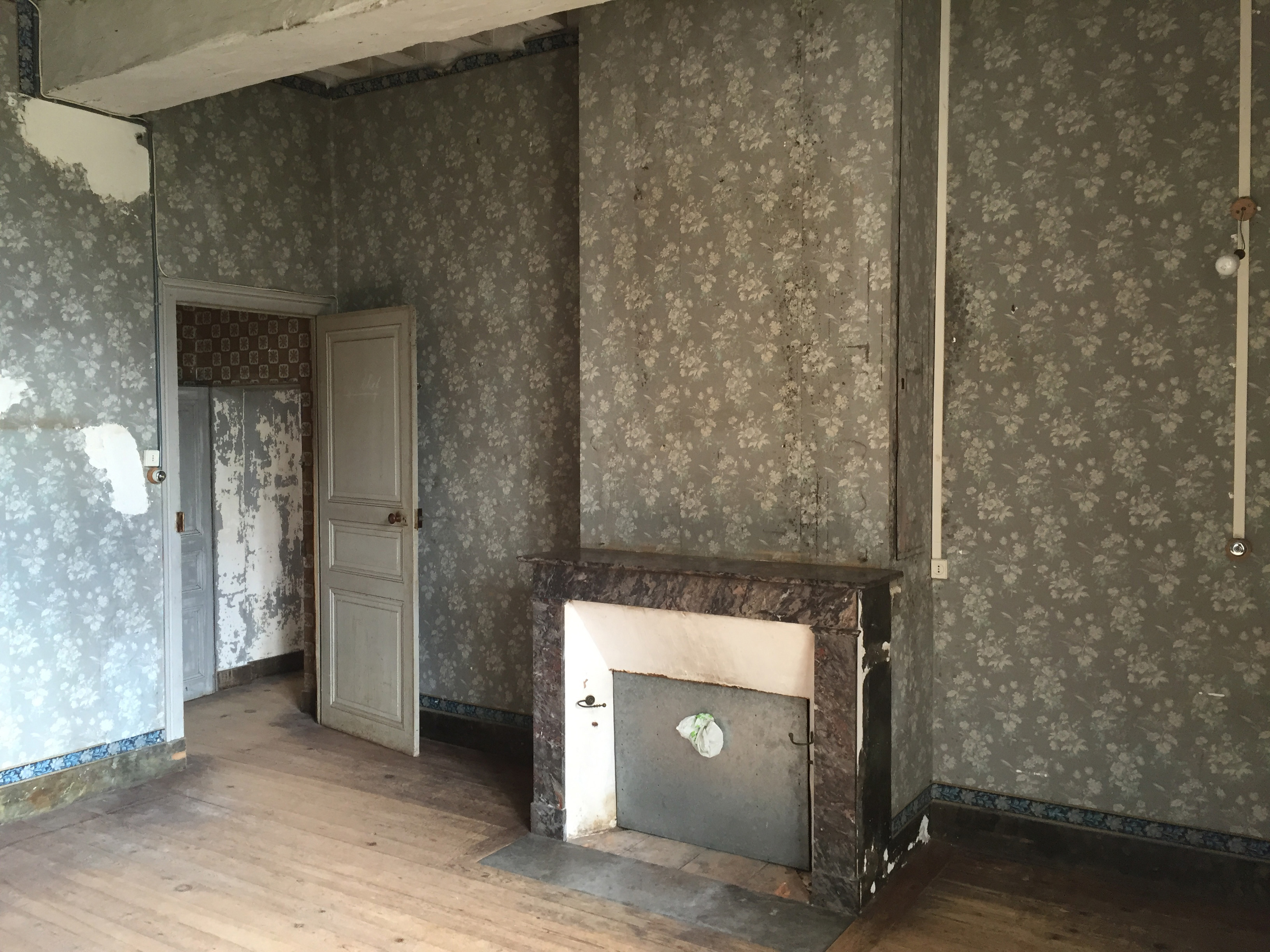
Une chambre au 1er étage.
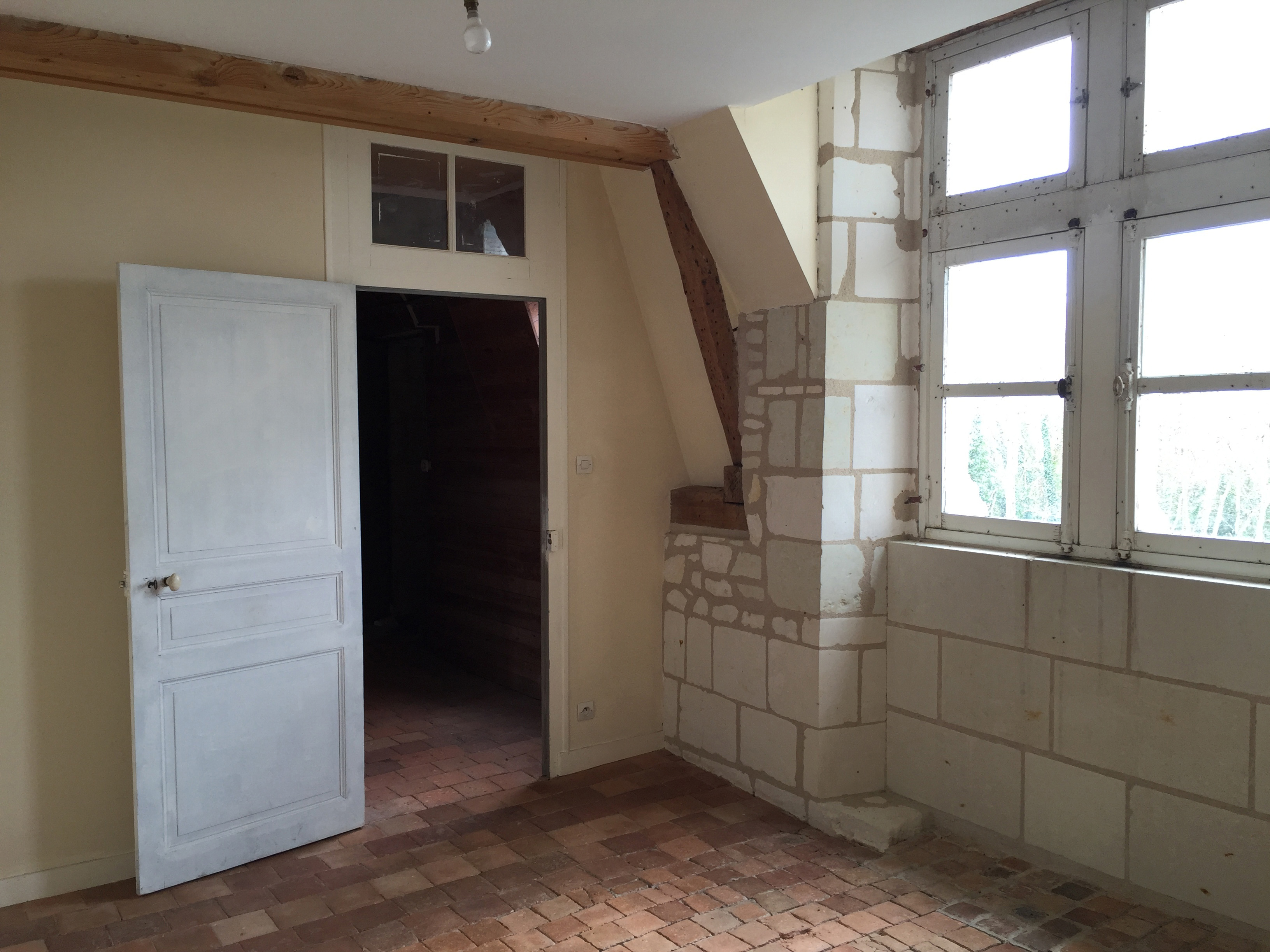
Une chambre au 2ème étage.
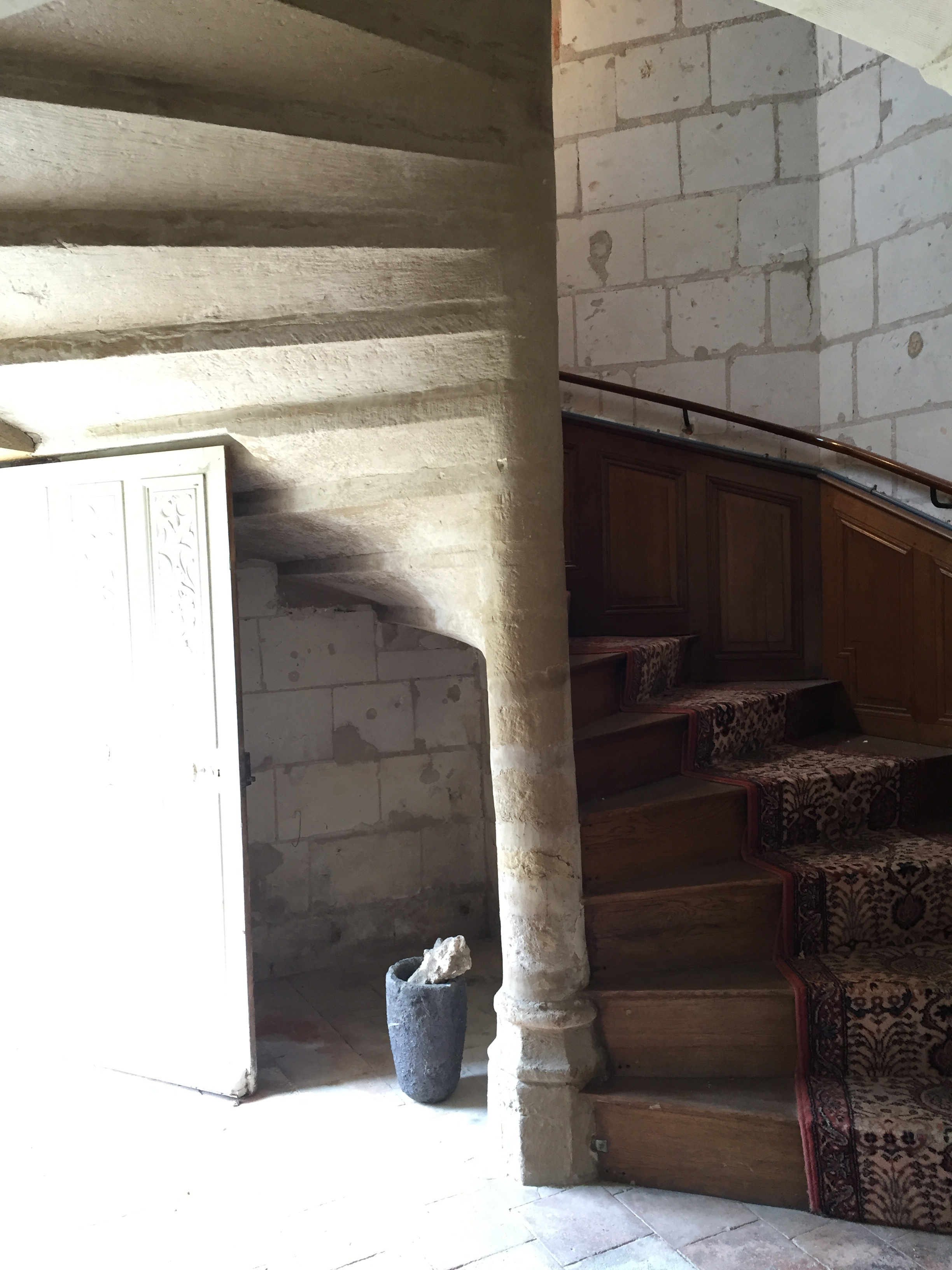
L'escalier de la tourelle.
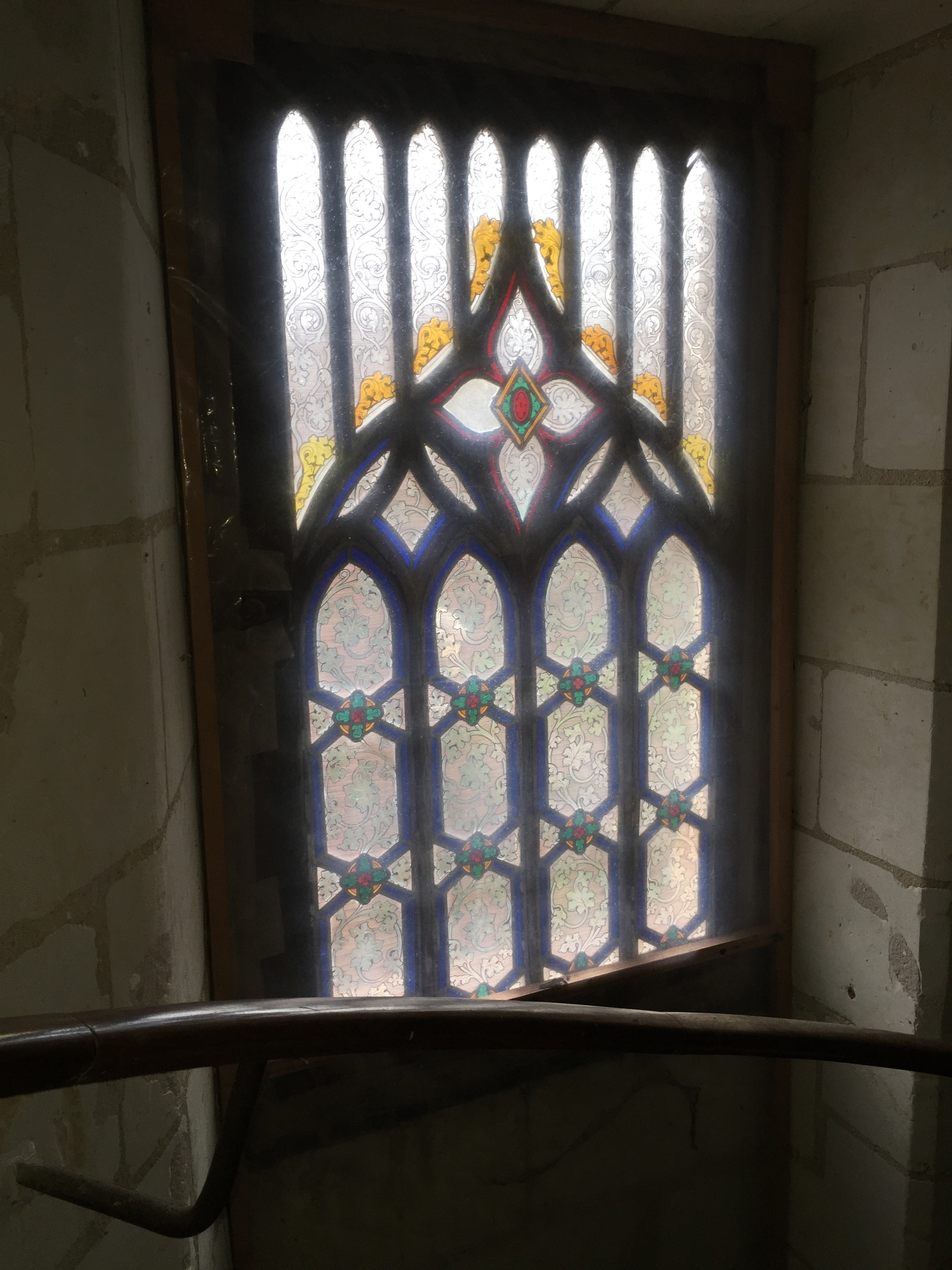
Vitrail de l'escalier de la tourelle.

## Historique
Il est inscrit au titre des monuments historiques par arrêté du 27 octobre 1971 (pour les façades et toitures ainsi que la tourelle d'escalier et la cheminée de la cuisine du manoir).